# Sensor de humedad
El sensor de humedad es un aparato de lectura utilizado en espacios interiores para controlar la humedad del aire y la temperatura.
Existen varios tipos de Sensores de humedad, según el principio físico que siguen para realizar la cuantificación de la misma.

## Tipos
- Mecánicos: aprovechan los cambios de dimensiones que sufren cierto  tipos de materiales en presencia de la humedad. Como por ejemplo... fibras orgánicas o sintéticas, el cabello humano,...
- Basados en sales higroscópicas: deducen el valor de la humedad en el ambiente a partir de una molécula cristalina que tiene mucha afinidad con la absorción de agua.
- Por conductividad: la presencia de agua en un ambiente permite que a través de unas rejillas de oro circule una corriente. Ya que el agua es buena conductora de corriente. Según la medida de corriente se deduce el valor de la humedad.
- Capacitivos: se basan sencillamente en el cambio de la capacidad que sufre un condensador en presencia de humedad.
- Infrarrojos: estos disponen de 2 fuentes infrarrojas que lo que hacen es absorber parte de la radiación que contiene el vapor de agua.
- Resistivos: aplican un principio de conductividad de la tierra. Es decir, cuanta más cantidad de agua hay en la muestra, más alta es la conductividad de la tierra.

- Datos: Q5852930